# Renato Caccioppoli
Renato Caccioppoli (Nápoles, 20 de janeiro de 1904 — Nápoles, 8 de maio de 1959) foi um matemático italiano.
Em seus últimos anos de vida, desapontado pela política e abandonado por sua mulher, talvez ainda por sentir desvanecer seu vigor matemático, tornou-se alcoólatra. Sua crescente instabilidade aguçou sua "estranheza", tal que a notícia de seu suicídio, em 8 de maio de 1959, com um tiro na cabeça, não surpreendeu aos que o conheciam. Faleceu em sua casa, no Palazzo Cellammare, em Nápoles.
Em 1992 sua personalidade atormentada foi relembrada em um filme, dirigido por Mario Martone, Morte de um Matemático Napolitano, papel interpretado por Carlo Cecchi.
Seu nome é lembrado no asteroide 9934 Caccioppoli e pelo Prémio Renato Caccioppoli.